# Glomotrocholina
Glomotrocholina es un género de foraminífero bentónico de la familia Lasiodiscidae, de la superfamilia Archaediscoidea, del suborden Fusulinina y del orden Fusulinida. Su especie tipo es Glomotrocholina pojarkovi. Su rango cronoestratigráfico abarca el Pérmico superior.

## Discusión
Algunas clasificaciones más recientes incluyen Glomotrocholina en la superfamilia Lasiodiscoidea, del suborden Archaediscina, del orden Archaediscida, de la subclase Afusulinana y de la clase Fusulinata.

## Clasificación
Glomotrocholina incluye a las siguientes especies:
- Glomotrocholina galeiformis †
- Glomotrocholina pojarkovi †
- Glomotrocholina semisphaerica †